# Lucero Lander
Lucero Lander (13 de febrero de 1963) 1 es una actriz mexicana de gran trayectoria en televisión.

## Carrera
Comenzó su carrera en 1979. Hizo sus estudios en la UNAM, en el foro EON, dirigido por Sergio Bustamante y estudió actuación en el CEA. Empezó haciendo fotonovelas y a partir de 1980, comenzó hacer televisión, en proyectos como "Déjame Vivir", con Daniela Romo, en donde entró a suplir a la antagonista ya que ella tuvo que salir de la producción, en este mismo año comenzó hacer teatro con las obras: Jesucristo Superestrella, vaselina. 
Ha participado en más de 40 telenovelas, entre las que se encuentran: Marionetas, Cuando llega el amor, Entre la vida y la muerte, Luz Clarita, El juego de la vida y En nombre del amor. 
En 2011 actuó en la telenovela de la productora Rosy Ocampo, La fuerza del destino junto a Sandra Echeverría, David Zepeda. 
En 2013 actuó en la telenovela  La tempestad, en la que interpretó a Delfina Mata. 
En 2014 realizó una participación especial en la telenovela Mi corazón es tuyo. 
En 2018 vuelve al cine con el largometraje Niños asesinos de Glat Entertainment. 
Para 2019 continua en el cine con el filme El triunfo de vivir que trata el tema del cáncer. En 2021 Protagoniza la saga The Juniors y la Formula Imperial, en el personaje de Samantha Ibargüengoitia.

## Filmografía

### Telenovelas
- Gloria Trevi: ellas soy yo (2023) ... Elisa[5]
- Lo que callamos las mujeres (2023) ... Susana
- La herencia (2022) ... Aurora[6]
- Un día para vivir (2021) ... Pilar
- La mexicana y el güero (2020-2021) .... Piedad de la Mora de Santoyo[7]
- Tres veces Ana (2016) ... Miranda Palacios de Campos
- Mi corazón es tuyo (2014) .... Cristina
- La tempestad (2013) .... Delfina Mata de Salazar
- Un refugio para el amor (2012) .... Dra. Ava Hauser
- Una familia con suerte (2011) .... Directora de la escuela de "Temo"
- La fuerza del destino (2011) .... Esther Domínguez de Mondragón
- Niña de mi corazón (2010) .... Eloísa
- Camaleones (2009-2010) .... Florencia de Santoscoy
- En nombre del amor (2008-2009) .... Inés Cortazar
- Muchachitas como tú (2007) .... Esperanza Fernández
- Alborada (2005-2006) .... Sor Teresa de Lara Montemayor y Robles
- Contra viento y marea (2005) .... Inés Soler
- Rebelde (2004) .... Dra. Reyes
- Corazones al límite (2004) .... Julieta
- Amy, la niña de la mochila azul (2004) .... Perla de Granados
- Clase 406 (2002-2003) .... Dora del Moral
- El juego de la vida (2001-2002) .... Lucía Álvarez
- Mujer bonita (2001) .... Dra. Garibay
- Carita de ángel (2001) .... Señorita Balcazar
- Primer amor... a mil x hora (2000-2001) .... Inés
- Tres mujeres (1999-2000) .... Genoveva
- Mi pequeña traviesa (1997-1998)
- Amada enemiga (1997) .... Alicia
- Luz Clarita (1996-1997) .... Sor Caridad
- Imperio de cristal (1994-1995) .... Diana Almeida
- Marimar (1994) .... Lic. Elena Zavala
- Entre la vida y la muerte (1993) .... Paloma del Valle
- María Mercedes (1992) .... Karin
- Atrapada (1991-1992) .... Elisa Pizarro
- Cuando llega el amor (1989-1990) .... Ángela Ramírez
- Mi segunda madre (1989) .... Lucía de Méndez
- Quinceañera (1987-1988) .... Alicia †
- Cicatrices del alma (1986-1987) .... Susana
- Marionetas (1986) .... Mariana
- Cautiva (1986) .... Mariana
- Esperándote (1985-1986) .... Martha
- Cuando los hijos se van (1983) .... Lolita
- Chispita (1982-1983) .... Dora
- Déjame vivir (1982) .... Gilda

### Series de TV
- Esta historia me suena (2023)[8]
- Como dice el dicho (2015) .... Claudia (1 episodio: "Por muy larga que sea la noche, el amanecer llegará)
- La rosa de Guadalupe (2008-2015) .... Varios personajes (5 episodios)
- K - Dra. Pruneda (2010)
- Diálogos del corazón - (2012)
- La manzana envenenada - Berta (2012)
- Un llanto en el teléfono - Victoria (2014)
- Esperanza contra el mundo - (2014)
- Valor de mujer - Sagrario (2015)
- La llamada - Beatriz (2015)
- Terminales (2008) (1 episodio)
- Mujeres asesinas (2008) .... Cecilia (1 episodio "Claudia, cuchillera")
- XHDRBZ (2002) .... Mamá de La Llorona (La Hora Macabrona) (1 episodio)
- ¿Qué nos pasa? (1998) (1 episodio)
- Mujer, casos de la vida real (1994-2006)
- Chespirito (1980)

### Cine
- The Juniors y la Formula Imperial 2021 - Samantha
- El triunfo de vivir 2019 - Elena
- Niños asesinos  2018 - Aida
- Inadaptados
- justicia de nadie
- La fuerza del poder
- La que busca encuentra

### Teatro
- El misántropo
- El nacimiento de dionisios
- Elsa y fred
- Donde está mi romeo
- La muchachas del club
- El padre
- El Diluvio que Viene